# Angoual Dénia
Angoual Dénia (auch: Angoal Dania, Angoual Dagna, Angoul Dénya, Anguwal Danya) ist ein Dorf in der Landgemeinde Allakaye in Niger.

## Geographie
Das von einem traditionellen Ortsvorsteher (chef traditionnel) geleitete Dorf liegt rund acht Kilometer südwestlich von Allakaye, dem Hauptort der gleichnamigen Landgemeinde, die zum Departement Bouza in der Region Tahoua gehört. Das Tal von Angoual Dénia bildet den südlichsten Punkt der Gebirgslandschaft Ader Doutchi.
Größere Dörfer in der Umgebung von Angoual Dénia sind das etwa fünf Kilometer nordöstlich gelegene Assoudjé, das etwa zehn Kilometer östlich gelegene Kélémé, das etwa neun Kilometer südöstlich gelegene Tama und das etwa zehn Kilometer westlich gelegene Toubout.

## Geschichte
Das Dorf Angoual Dénia gehörte im letzten Drittel des 19. Jahrhunderts zum Herrschaftsgebiet der Tuareg-Untergruppe Kel Gress.

## Bevölkerung
Bei der Volkszählung 2012 hatte Angoual Dénia 6937 Einwohner, die in 1148 Haushalten lebten. Bei der Volkszählung 2001 betrug die Einwohnerzahl 5382 in 859 Haushalten und bei der Volkszählung 1988 belief sich die Einwohnerzahl auf 2842 in 492 Haushalten.

## Wirtschaft und Infrastruktur
Im Dorf wird ein Wochenmarkt abgehalten. Der Markttag ist Sonntag. Mit einem Centre de Santé Intégré (CSI) ist ein Gesundheitszentrum im Ort vorhanden. Es gibt eine Grund- und eine Mittelschule.